# Instrumentos musicais populares portugueses

Os instrumentos musicais populares portugueses são uma categoria genérica para qualquer dispositivo produtor de som fabricado em Portugal (continental e ilhas) dentro das classes mais baixas, consideradas populares.
Para a compreensão da organologia de feitura popular em Portugal é necessário entender a geografia do país, continente e ilhas. Em primeiro lugar a divisão de 1936 do continente em províncias. Em segundo lugar, a organização administrativa em distritos em 1959, que se sequenciou. A Portugal continental junta-se as regiões autónomas dos Açores e da Madeira, cada qual com a diversidade interna própria a cada ilha. À questão geográfica há a adicionar a etnográfica. Festas, tradições, romarias, ofícios, gastronomia, modos de vida, etc. A partir desta abordagem, já levada a cabo por investigadores como Ernesto Veiga de Oliveira, Fernando Lopes Graça e Michel Giacometti, pode compreender-se muito dos instrumentos musicais populares portugueses.
Não obstante, os instrumentos musicais populares portugueses pertencem à tradição organológica europeia. Para a sua descrição e catalogação adopta-se o Sistema Hornbostel-Sachs, todos os instrumentos musicais podem ser organizados em quatro categorias (mais tarde, cinco) conforme a natureza do elemento vibratório, ou seja, o modo de produção de som.

## Idiofones
Os idiofones são instrumentos musicais cujo som é produzido através do próprio corpo do instrumento musical. Têm funções diversas que, segundo Ernesto Veiga de Oliveira, podem agrupar-se nas seguintes categorias:

### Marcar o Ritmo

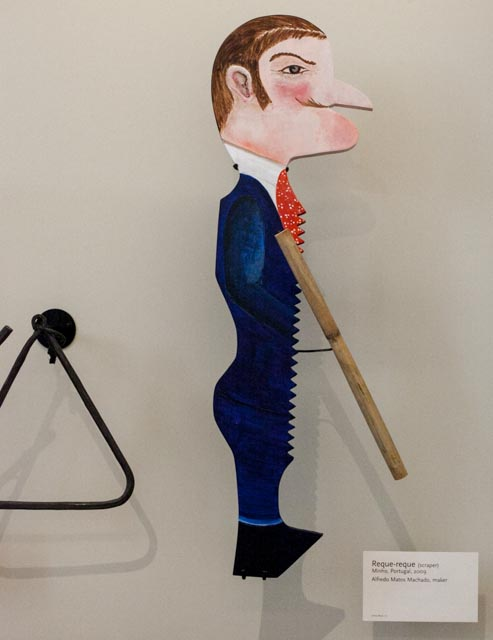
Reque-reque

Instrumentos para marcar o ritmo e acompanhar a dança:
- Castanholas
- Ferrinhos (Triângulo)
- Bilha com Abano
- Reque-reque

### Festividades
Instrumentos da Semana Santa, Carnaval, Serração da Velha, etc:
- Matracas
- Zaclitracs

## Membranofones
Os membranofones são instrumentos musicais que produzem som através de uma membrana colocada em tensão. Os membranofones  portugueses são variados mas muitos são bimembranofones com  caixa de ressonância cilíndrica, e de peles tensas por meio de cordas ou parafusos que apoiados em aros que esticam uniformemente as duas peles.

### Adufe
Bimembranofone de forma quadrangular. As peles são cosidas entre si e no seu interior são colocadas sementes, grãos de milho ou pequenas soalhas, a fim de enriquecer a sonoridade. É particularmente usado na Beira Baixa.

### Bombos
Podem ter até cerca de 80 cm de diâmetro. São tocados na vertical, geralmente só numa das peles com uma masseta. Não têm bordões nas peles o que lhes dá uma sonoridade profunda e são mais tocados no Centro!

### Caixa e Tamboril
A Caixa é tocada com duas baquetas em posição horizontal e são mais conhecidos na Beira Baixa. Sobre a pele inferior tem geralmente um ou mais bordões, geralmente feitos de tripa. O tamboril caracteriza-se pelo fuste cilíndrico alongado e pela existência de bordões em ambas as peles. É tocado juntamente com flauta e percutido por uma só baqueta.

### Sarronca
É um membranofone de fricção composto de um reservatório, geralmente uma bilha, que serve de caixa de ressonância, cuja boca é tapada com uma pele esticada que vibra quando se fricciona um pequeno pau ou cana preso por uma das pontas no seu centro. Muito utilizada no Alentejo.

## Cordofones
Os cordofones são instrumentos musicais cujo som é produzido por uma ou mais cordas colocada(s) em tensão. Há instrumentos cordofones que podem ter teclado.

### Braguinha
É um tipo de cavaquinho da ilha da Madeira. É tocado de rasgado pelos grupos de bailes que existem em algumas zonas rurais da ilha. Na cidade do Funchal aparecia integrado em tunas, dedilhado com uma palheta. Este instrumento terá sido levado para o Hawai nos fins do século passado por emigrantes madeirenses tornando-se aí um instrumento muito popular com o nome de Ukulele.
Enquanto alguns dizem ser originário de Braga (cidade), o autor do Elucidário Madeirense afirma que o seu nome advém dos antigos trajes, denominados bragas que, outrora, eram usados pelos camponeses do sexo masculino do arquipélago Madeira. O seu som saltitante e alegre distingue-se dos demais instrumentos de cordas tradicionais/ populares da Madeira e Porto Santo.
Instrumento de solo, (cantante ou ponteado, como vulgarmente é denominado pelo nosso povo) alegre e gracioso foi, em outros tempos, de grande estima das damas e donzelas madeirenses.

### Cavaquinho
Da família da viola, mas de forma muito mais reduzida que se encontra mais no Minho. Tem quatro ordens de cordas de metal. Toca-se de rasgado. Pequeno instrumento comum em Portugal.

### Guitarra Portuguesa
A guitarra portuguesa é um instrumento de muita grande importância na música tradicional de Portugal. De corpo piriforme tem seis  ordens duplas, e é tocado com uma técnica especial em que o tocador usa unhas postiças para poder tirar melhor sonoridade do instrumento.

### Rabeca Chuleira
Espécie de violino, mas de braço muito curto e escala muito aguda, afinando sete oitavas acima do violino.

### Viola Amarantina
É muito semelhante à viola braguesa, tendo no entanto a boca em forma de dois corações.

### Viola de Arame
São semelhantes à viola braguesa, mas de boca redonda na Madeira, e nos Açores com duas formas distintas (Viola da Terra). A de tipo micaelense com a boca em forma de dois corações, e a terceirense com a boca redonda.

### Viola Beiroa
É um instrumento muito ornamentado. Além das cinco ordens de cordas, tem duas cordas mais agudas e presas a um cravelhal suplementar junto da caixa, e que eram sempre tocadas sem serem pisadas.

### Viola Braguesa
Com 5 ordens de cordas duplas metálicas. Tem a abertura central em forma de boca de raia. É tocada de rasgado, isto é, correndo todas as cordas ao mesmo tempo, ora com cinco dedos todos juntos, ou só com o polegar e o indicador. Mas os bons tocadores, ao mesmo tempo que tocam de rasgado, destacam sobre as primeiras cordas, mais agudas, a linha do canto. Esta viola é mais vista no Minho, o seu nome tem por origem o nome da cidade de Braga.

### Viola Campaniça
É a maior das violas portuguesas do Baixo Alentejo. De enfranque muito pronunciado, tem também cinco ordens de cordas. As três primeiras duplas e as duas últimas triplas. É tocada de dedilho apenas com o dedo polegar.

### Viola Toeira
Também conhecida por viola de Coimbra, região onde durante muito tempo animou festas e romarias, a viola toeira é uma das 6 violas tradicionais portuguesas. É hoje uma espécie já completamente extinta, semelhante à viola braguesa em dimensões. Tem a abertura central sempre em forma oval deitada. Tem doze cordas, organizadas também em cinco ordens, sendo as três primeiras duplas e as duas últimas triplas. A viola Toeira é uma viola de arame.

### Violão
Com seis ordens de cordas simples serve de acompanhamento à guitarra portuguesa ou à viola nos grupos das rusgas e chulas minhotas.

## Aerofones
Os aerofones são instrumentos musicais cuja produção de som é feita por uma coluna de ar posta em vibração. Podem, alguns deles, ter teclado.

### Concertina
É um aerofone de palhetas livres que são accionadas por meio de um fole que une os dois teclados(um do lado direito com 1, 2 ou 3 carreiras e um do lado esquerdo geralmente com 2 carreiras), que se encontra mais no Ribatejo.

### Flauta
Existem três tipos de flautas: 
a) as de tamborileiro, que são de bisel, com corpo cilíndrico ou ligeiramente cónico e com três furos. São executadas simultaneamente com um tambor, conhecido vulgarmente por tamboril; 
b) a flauta de bisel, geralmente feita de cana e sabugueiro. É usada no Minho e no Douro.  e Algarve) a flauta travessa geralmente feita de cana na faixa ocidental do país no Minho, Estremadura e Algarve, e de sabugueiro no interior, nomeadamente na Beira Baixa. Tem seis furos além do insuflador. No Entre-Douro-e-Minho, ocasionalmente surgem exemplares construídos em buxo torneado e desmontáveis em três peças, similares às de construção galega.

### Gaita de Foles
É um aerofone composto por dois tubos ligados a um saco feito de pele de cabrito. Um dos tubos é cilíndrico e composto por três secções tendo na extremidade uma palheta simples de cana, produzindo sempre a mesma nota. É o chamado bordão ou roncão. O outro tubo mais pequeno é de secção cónica com oito orifícios, de palheta dupla e toca a melodia. O fole cheio de ar através de um outro pequeno tubo munido de uma válvula, é pressionado pelo braço o tocador, obrigando o ar a sair, pondo as palhetas a vibrar. Da zona Norte do país.

### Palheta
É um instrumento de palheta dupla, tipo oboé. O tubo melódico tem cinco orifícios, e termina em forma de campanula.

### Modos de vida
Instrumentos próprios de certas profissões e modos de vida, para avisar por exemplo o começo de determinados trabalhos:
·       Assobios de Caça
·       Búzios
·       Cornetas
·       Cornos
·       Gaita de Amolador

### Como passatempo Individual
·       Gaitas de Palhas
·       Harmónica de Boca
·       Ocarina